# Stenomantis novaeguineae
Stenomantis novaeguineae är en bönsyrseart som beskrevs av De Haan 1842. Stenomantis novaeguineae ingår i släktet Stenomantis och familjen Liturgusidae. Inga underarter finns listade i Catalogue of Life.